# Teloganodes insignis
Teloganodes insignis is een haft uit de familie Teloganodidae. De wetenschappelijke naam van de soort is voor het eerst geldig gepubliceerd in 1996 door Wang & McCafferty.
De soort komt voor in het Oriëntaals gebied.